# Trachycephalus mesophaeus
Trachycephalus mesophaeus is een kikker uit de familie boomkikkers (Hylidae). De soort werd voor het eerst wetenschappelijk beschreven door Reinhold Hensel in 1867. Oorspronkelijk werd de wetenschappelijke naam Hyla mesophaea gebruikt.
Trachycephalus mesophaeus komt endemisch voor in Brazilië. De soort wordt bedreigd door de vernietiging van de natuurlijke habitat.